# 문창길
문창길(文昌吉, 1953년 3월 28일 ~ )은 대한민국의 영화배우이다.

## 학력
- 서라벌고등학교
- 서라벌예술대학

## 출연작

### 영화
- 2022년 《리멤버》 … 양성익 역
- 2022년 《갓길로 달리는 코뿔소》 ... 순일 역
- 2021년 《소설가 구보의 하루》 ... 동 교수 역
- 2020년 《호텔 레이크》 ... 은경 조부 역
- 2019년 《사바하》 ... 금화 할아버지 역
- 2018년 《호랑이보다 무서운 겨울손님》 ... 중년손님 역
- 2018년 《7년의 밤》 ... 임 영감 역
- 2017년 《갓길로 달리는 코뿔소》 ... 순일 역
- 2017년 《오제이티》(단편) ... 회장 역
- 2017년 《초행》 ... 수현아버지 역
- 2017년 《그리다》 ... 일산 역
- 2017년 《남한산성》 ... 늙은사공 역
- 2016년 《나와 함께 블루스를》(단편)
- 2016년 《시선 사이》 ... 아이스크림 장수 역
- 2016년 《곡성》 ... 피부과의사 역
- 2016년 《철원기행》 ... 김성근 역
- 2015년 《젊은엄마: 내 나이가 어때서》 ... 마영감 역
- 2015년 《인 허 플레이스》 ... 의사 역
- 2014년 《오렌지향 오후》(단편)
- 2014년 《출근》(단편)
- 2014년 《상의원》 ...  박물관관장 역 (특별출연)
- 2013년 《달구비》(단편)
- 2013년 《웃으세요》(단편)
- 2013년 《강냉이》(단편)
- 2013년 《소녀》... 박 전무 역
- 2013년 《연애의 온도》... 점장 역
- 2012년 《겨울잠》(단편)
- 2012년 《광해, 왕이 된 남자》 ... 영의정 역
- 2010년 《소와 함께 여행하는 법》... 맙소사 스님 역
- 2009년 《잘 알지도 못하면서》... 제주 역
- 1989년 《늑대의 호기심이 비둘기를 훔쳤다》
- 1988년 《성공시대》
- 1988년 《접시꽃 당신》

### 드라마
- 2025년 Disney+ 《나인 퍼즐》 … 이두원 역
- 2023년 SBS 《악귀》 … 이 씨 역
- 2021년 tvN 《보이스 4》 ... 주범태의 할아버지 역
- 2020년 MBC 《미쓰리는 알고 있다》 ... 봉만래 역
- 2019년 OCN 《모두의 거짓말》 ... 정영문 역
- 2018년 MBC 《붉은 달 푸른 해》 송재학(70대) 역 - 한울센터 초대 원장
- 2016년 네이버 TV 《마이 올드 프렌드》 ... 창배 역
- 2011년 KBS2 《포세이돈》
- 2009년 SBS 《태양을 삼켜라》
- 2001년 SBS 《여인천하》 ... 남곤 역
- 1998년 SBS 《삼김시대》 ... 박정열 역
- 1996년 KBS1 《용의 눈물》 ... 조준 역
- 1995년 SBS 《코리아게이트》 ... 이희성 역
- 1995년 MBC 《제4공화국》 ... 권익현, 박동진 역(1인 2역)
- 1995년 KBS2 《서궁》 ... 유근 역
- 1994년 SBS 《그들만의 산타》
- 1994년 KBS1 《역사의 라이벌》
- 1994년 KBS2 《사라비아 공화국》
- 1994년 KBS1 《이선풍 저승 유람》
- 1994년 KBS2 《한명회》 ... 화의군 역
- 1992년 KBS1 《대리인》
- 1991년 KBS2 《저린 손 끝》
- 1990년 KBS1 《만석꾼 며느리 뽑기》
- 1990년 KBS1 《왕조의 세월》 ... 의친왕 역
- 1990년 KBS2 《파천무》 ... 신숙주 역
- 1990년 KBS2 《지워진 여자》
- 1989년 KBS1 《사랑이 꽃피는 나무》
- 1988년 KBS2 《하늘아 하늘아》 ... 홍인한 역
- 1988년 KBS2 《제7병동》
- 1987년 KBS1 《이차돈》 ... 이차돈 부장 역
- 1986년 KBS1 《노다지》
- 1984년 KBS1 《불타는 바다》
- 1984년 KBS1 《독립문》 ... 이충구, 신태무 역(1인 2역)
- 1983년 KBS1 《푸른 꿈은 빛나라》
- 1983년 KBS1 《하늘은 알고 있다》
- 1982년 KBS1 《똑순이만세》
- 1982년 KBS1 《풍운》 ... 천주교 신자, 지석영 역(1인 2역)
- 1981년 KBS1 《대명》 ... 정뇌경 역